# Plagiognathus notodysmicos
Plagiognathus notodysmicos är en insektsart som beskrevs av Schuh 2001. Plagiognathus notodysmicos ingår i släktet Plagiognathus och familjen ängsskinnbaggar. Inga underarter finns listade i Catalogue of Life.